# Martinet de Grandidier
Zoonavena grandidieri
Espèce
Synonymes
- Chaetura grandidieri Verreaux, 1867
(protonyme)

Statut de conservation UICN

 LC  : Préoccupation mineure
Le Martinet de Grandidier (Zoonavena grandidieri) est une espèce d'oiseaux de la famille des Apodidae.

## Répartition
Cette espèce vit aux Comores, à Madagascar et à Mayotte.